# Centrum Icchaka Rabina
Centrum Icchaka Rabina (hebr. מרכז יצחק רבין; ang. The Yitzhak Rabin Center) – ośrodek badawczy oraz biblioteka z siedzibą w osiedlu Kirjat ha-Muze’onim w mieście Tel Awiw, w Izraelu. Został on utworzony dla uczczenia pamięci zabitego izraelskiego premiera Icchaka Rabina.
Jest to pierwszy izraelski instytut koncentrujący swoją działalność na poprawie kształtu społeczeństwa, poprzez zapewnienie wpływu dziedzictwa Icchaka Rabina na młodzież i wszystkich obywateli Izraela.

## Położenie
Nowoczesny kompleks zajmuje szczyt niewielkiego wzgórza na północ od rzeki Jarkon, z którego rozciąga się panorama na Park ha-Jarkon i Tel Awiw. W jego bezpośrednim sąsiedztwie znajduje się Kampus Uniwersytetu Telawiwskiego, Muzeum Ziemi Izraela i Muzeum Palmach.

## Historia

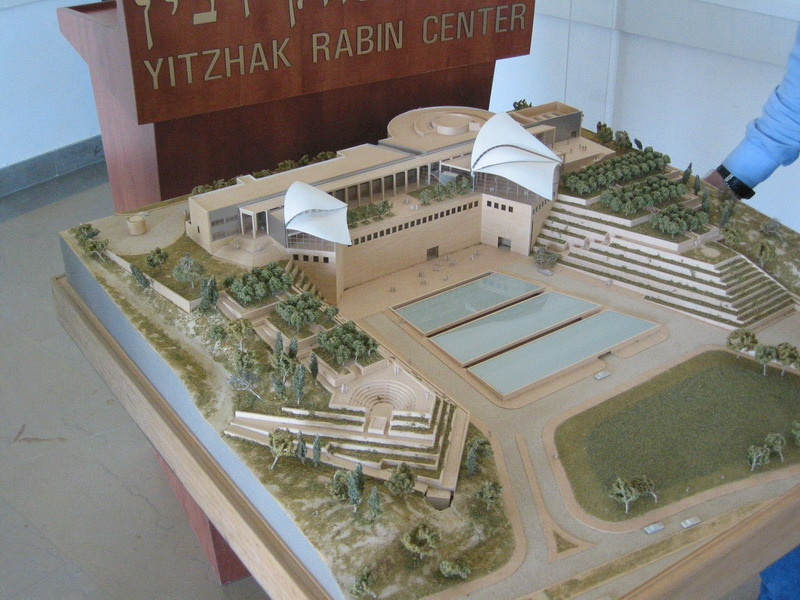
Makieta Centrum Icchaka Rabina

Centrum Icchaka Rabina powstało na mocy uchwały parlamentarnej przyjętej 6 stycznia 1997 przez Kneset.
Projekt Centrum przygotował znany izraelski architekt Mosze Safdie. Jako miejsce budowy wybrano wzgórze, na którym była zlokalizowana tajna elektrociepłownia nazywana „Reading-G” lub „J'ora”. Została ona wybudowana w latach 1954–1956 i jej dokładna lokalizacja była ukrywana z powodu obaw przed nieprzyjacielskim bombardowaniem. Z upływem czasu potrzeba utrzymywania tajnej elektrowni zmalała i została ona wyłączona z ruchu.
Uroczystość otwarcia Centrum Icchaka Rabina odbyła się 4 listopada 2005.

## Działalność
W skład Centrum wchodzi archiwum krajowe, resort edukacji prowadzący liczne projekty edukacyjne z młodzieżą oraz muzeum przedstawiające rozwój izraelskiego społeczeństwa i demokracji. Poprzez swoją działalność Centrum stara się wzmocnić demokratyczne wartości, wyrównywać szanse edukacyjne, promować tolerancję i zrozumienie pomiędzy różnorodnymi wspólnotami, które wchodzą w skład Izraela.
Centrum realizuje swoją działalność w zgodzie z trzema zasadami:
- Podkreślanie przykładu Icchaka Rabina jako odpowiedzialnego, uczciwego i innowacyjnego lidera w dziedzinie budowania społeczeństwa obywatelskiego, bezpieczeństwa i dążenia do pokoju;
- Utrwalanie izraelskiego społeczeństwa obywatelskiego opartego na szacunku, demokracji i rządach prawa;
- Wspierania wzrostu dobrobytu i jedności narodu żydowskiego, w kontraście do zagrożeń gwałtownych sporów i konfliktów wewnętrznych, których przykładem jest zabójstwo premiera Icchaka Rabina[1].

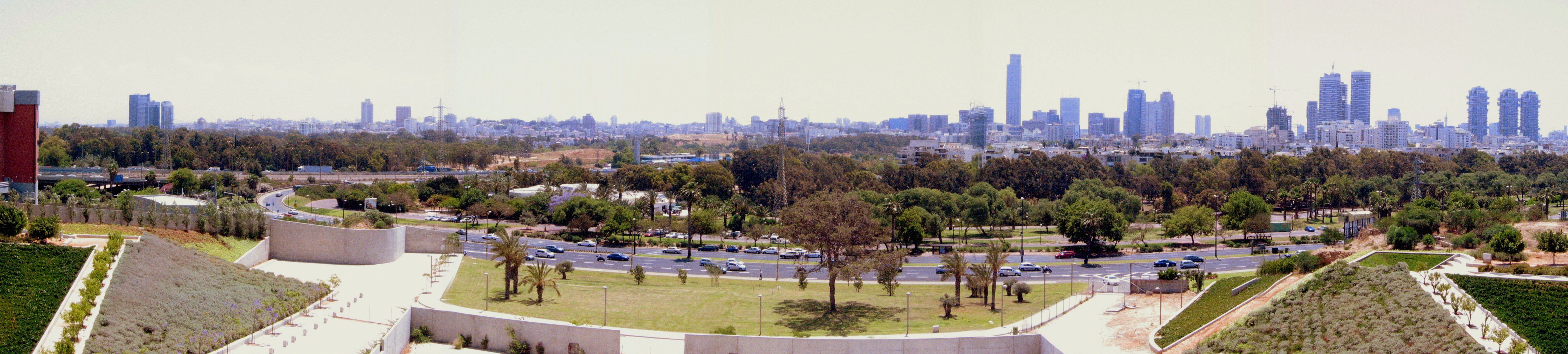
Panorama Tel Awiwu z Centrum Icchaka Rabina

Przewodniczącą Centrum jest Dalja Rabin-Pelosof, córka zmarłego premiera.